# 맨체스터 빅토리아역

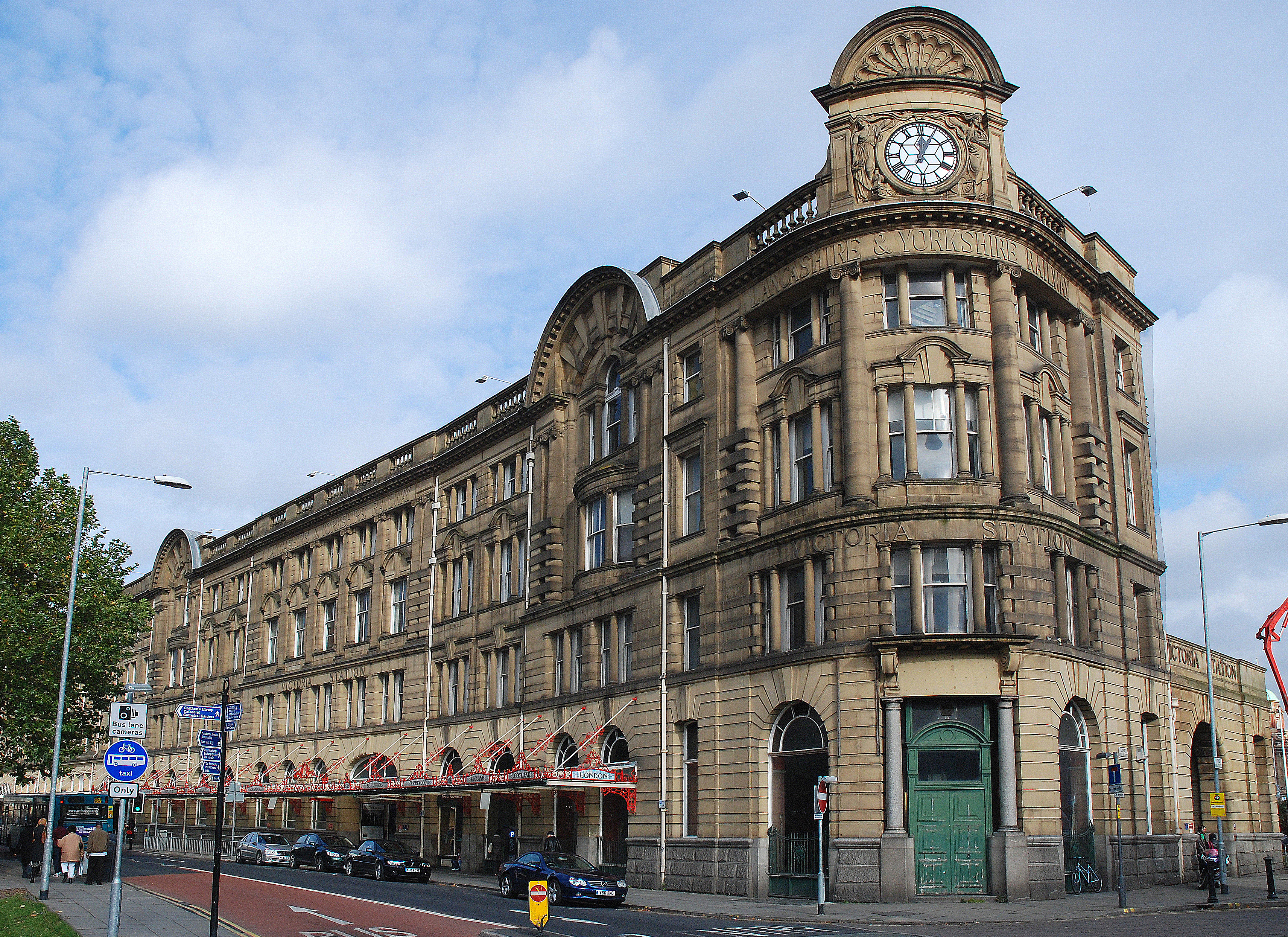
맨체스터 빅토리아 역 (2009년)

맨체스터 빅토리아 역(영어: Manchester Victoria station)은 잉글랜드 맨체스터의 철도역 중 하나이다. 노던 레일과 트랜스페나인 익스프레스 열차가 운행하고 있으며, 리버풀 등으로 향하는 근교 노선이 운행되고 있다. 역의 운영은 노던 레일이 하고 있다.
메트로링크 역도 병설되어 있으며, 시내 중심과 피카딜리 역으로 연결하고 있다.